# سامیت (ایلینوی)
سامیت، ایلینوی (به انگلیسی: Summit) یک روستا در ایالات متحده آمریکا است که در ایلینوی واقع شده‌است.

## خصوصیات
سامیت ۱۱٬۰۵۴ نفر جمعیت دارد.